# Episodi di A tutte le auto della polizia (quarta stagione)
La quarta stagione della serie televisiva A tutte le auto della polizia è stata trasmessa in anteprima negli Stati Uniti d'America dalla ABC tra il 9 settembre 1975 e il 30 marzo 1976.
| nº | Titolo originale                | Titolo italiano | Prima TV USA      | Prima TV Italia |
| -- | ------------------------------- | --------------- | ----------------- | --------------- |
| 1  | Lamb to the Slaughter           |                 | 9 settembre 1975  |                 |
| 2  | Reading, Writing and Angel Dust |                 | 16 settembre 1975 |                 |
| 3  | One-Way Street to Nowhere       |                 | 23 settembre 1975 |                 |
| 4  | Someone Who Cares               |                 | 30 settembre 1975 |                 |
| 5  | Ladies Day                      |                 | 7 ottobre 1975    |                 |
| 6  | Reign of Terror                 |                 | 14 ottobre 1975   |                 |
| 7  | Death Lady                      |                 | 21 ottobre 1975   |                 |
| 8  | Measure of Mercy                |                 | 28 ottobre 1975   |                 |
| 9  | A Time to Mourn                 |                 | 4 novembre 1975   |                 |
| 10 | The Institutional Man           |                 | 11 novembre 1975  |                 |
| 11 | Invitation to a Rumble          |                 | 18 novembre 1975  |                 |
| 12 | Reluctant Hero                  |                 | 25 novembre 1975  |                 |
| 13 | Dead Heat                       |                 | 2 dicembre 1975   |                 |
| 14 | The Voice of Thunder            |                 | 9 dicembre 1975   |                 |
| 15 | The Code Five Affair            |                 | 16 dicembre 1975  |                 |
| 16 | Shadow of a Man                 |                 | 23 dicembre 1975  |                 |
| 17 | Eye for an Eye                  |                 | 30 dicembre 1975  |                 |
| 18 | Sudden Death                    |                 | 6 gennaio 1976    |                 |
| 19 | From Out of the Darkness        |                 | 20 gennaio 1976   |                 |
| 20 | The Mugging                     |                 | 27 gennaio 1976   |                 |
| 21 | Blue Movie, Blue Death          |                 | 24 febbraio 1976  |                 |
| 22 | Deliver Me from Innocence       |                 | 2 marzo 1976      |                 |
| 23 | Journey to Oblivion             |                 | 30 marzo 1976     |                 |